# 壶嘴柯
壶嘴柯（学名：Lithocarpus tubulosus），为壳斗科柯属下的一个植物种。乔木，高约15米，叶椭圆形。花期4月-5月，果成熟期9月-10月。分布于中国云南省东南部。其种加词“tubulosus”意为“管状的”、“筒状的”。